# Anny Wottitz

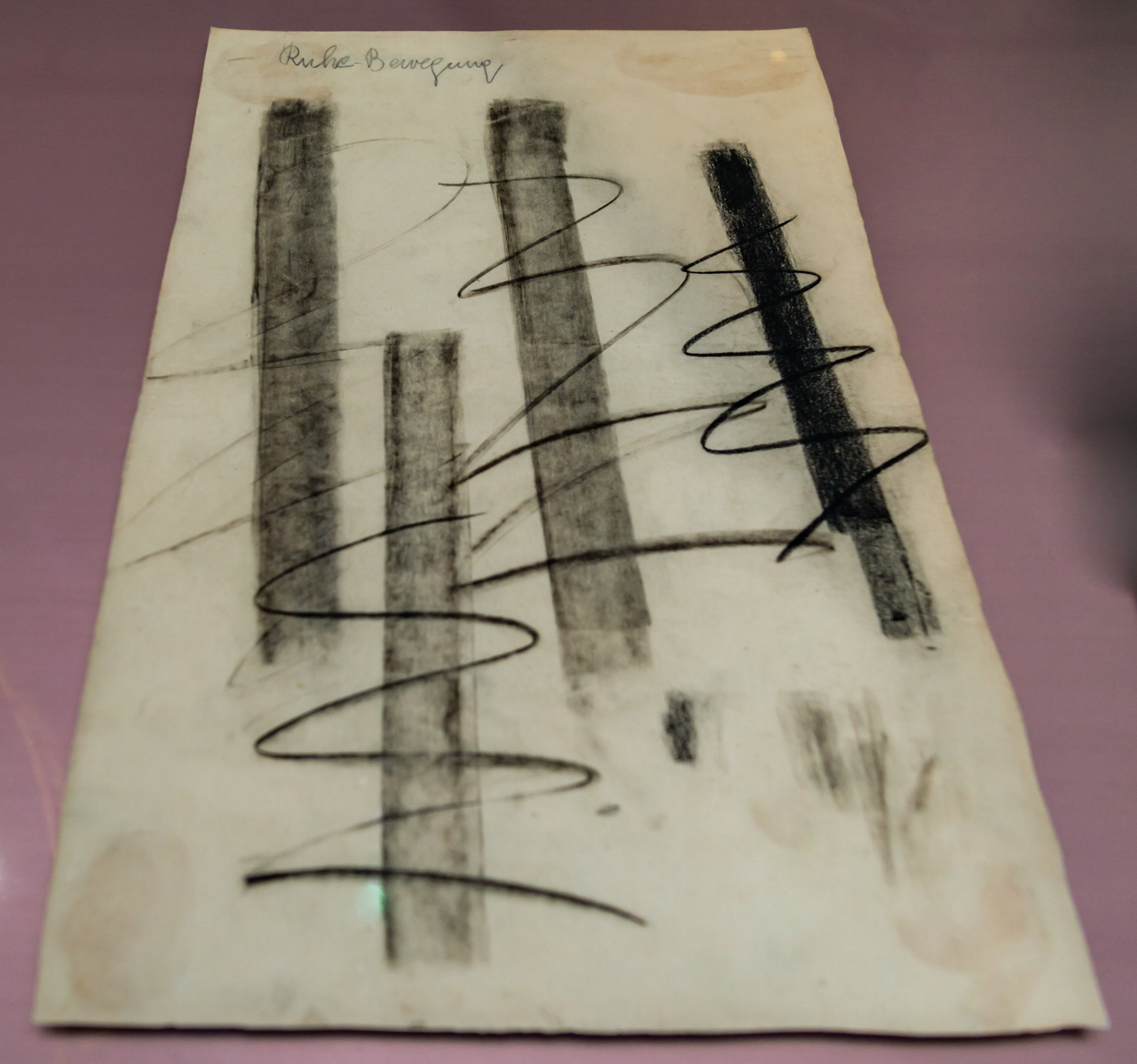
Anny Wottitz, Étude des contrastes, Mouvement-Repos, 1919

Anny Wottitz, aussi connue sous le nom de Anny Moller-Wottitz, née à Vienne le 19 mai 1900 et décédée à Haïfa le 30 juillet 1945, est une relieuse formée au Bauhaus.

## Biographie
Anny Wottitz est née à Vienne le 19 mai 1900. Ses parents sont Josef Wottitz originaire de Hongrie et Irena Weiss originaire de Roumanie. Elle a 3 sœurs : Rosa Sonnenscheinová, Marty Wottitz et Emmy Wottitz. Des lettres envoyées depuis le front autour de 1917, témoignent d'une liaison avec le compositeur Viktor Ullmann.
Anny Wottitz est l'élève de Johannes Itten dans son école privée à Vienne avec son amie Friedl Dicker. Elle rejoint ensuite l'enseignement donné par Johannes Itten à l'école du Bauhaus à Weimar en 1919 dans le cadre du groupe viennois et toujours dans le sillage de Friedl Dicker.
Elle devient apprentie dans la classe de reliure d'Otto Dorfner qui est un maître confirmé. La reliure, bien que peu connue, est un des premiers ateliers du Bauhaus. Otto Dorfner a été nommé par Henry Van de Velde, directeur d'atelier à l'École des arts et métiers de Weimar, puis est devenu directeur de l'atelier reliure du Bauhaus d'avril 1919 à mars 1922. Anny Wottitz n'obtiendra cependant un contrat d'apprentissage qu'en janvier 1921.
En 1922, après son examen de compagnon, Anny Wottitz dirige l'atelier de reliure, sans responsable depuis sept mois, jusqu'au 1er mai 1923. Elle s'installe alors à Berlin puis à Vienne où elle dirige un atelier temporaire avec Friedl Dicker.
L'atelier de reliure est fermé lorsque le Bauhaus est transféré à Dessau. 
En 1924, elle épouse à Vienne l'entrepreneur textile Hans Moller et emménage dans la villa que celui-ci a fait construire par l'architecte Adolf Loos. Leur fille Judith  naît en 1926. 
Anny Wottitz étant juive, fuit le nazisme et part, en 1939 pour l'Angleterre avec Judith. En 1940, elles émigrent en Palestine, où Anny Wottitz travaille comme enseignante.
Anny Wottitz meurt à Haïfa en 1945.
La correspondance écrite avec Friedl Dicker a été remise par sa fille à l'Université des arts appliqués de Vienne à la fin des années 1990.

## Œuvre
Le travail de Anny Wottitz illustre les tensions au Bauhaus, au moment où les arts appliqués et les beaux-arts s'éloignent l'un de l'autre et où s'établit une hiérarchie. Le potentiel artistique est exclusivement attribué à l'un tandis que l'autre est traité de « simple artisanat ». Pendant que le design se développe en collaboration avec l'industrie, le Bauhaus perd de vue le potentiel intellectuel de l'artisanat : une connaissance des matériaux, des formes et des procédures. Otto Dorfner, le maître de la reliure, a identifié ce problème et critiqué cette hiérarchie entre art et artisanat. Il prône respect et égalité mutuels.
La collaboration avec le maître d'atelier est cependant un peu difficile. Otto Dorfner s’intéresse particulièrement aux techniques de la reliure. Il attache beaucoup d'importance à la maîtrise de la technique, la perfection et la solidité du travail tandis qu'Anny Wottitz expérimente divers matériaux et techniques et s'inspire de la pratique artistique de Johannes Itten et Theo van Doesburg.
Son approche artistique se situe entre l'art textile de par les matériaux utilisés, les techniques de nœuds, teinture et couture et celui de la reliure où ses fibres végétales déchirées, l'utilisation de gousses de plantes, la gravure sur du bois de bouleau, la confection malhabile peuvent passer pour des gestes subversifs.
Le travail le plus connu d'Anny Wottitz est la reliure semi rigide conçue pour African Fairy Tales (Contes de fée africains) illustré par Elisabeth Weber, pour lequel elle a gravé, cousu et assemblé des matériaux divers : fibres végétales avec des motifs de style africain découpés et teints, ficelle, gousses…, de façon à évoquer l'exotisme de l'art primitif africain tel qu'on le percevait à cette époque.
D'autres reliures de Anny Wottitz imitent des techniques médiévales : bandes tressées, lanières lacées dans des panneaux en bois et collage...
Elle ne se soucie pas de l'aspect fonctionnel. Les matériaux qu'elle utilise font que ses reliures se dégradent rapidement. La reliure de African Fairy Tales est inutilisable, elle se casse aux articulations de façon irréversible.